# Röda Bönor (musikalbum)
Röda Bönor är ett musikalbum från 1977 av den svenska musikgruppen Röda Bönor vilket var gruppens debutalbum.
Inspelningen skedde hösten 1976 i MNW:s studio i Vaxholm med ekonomiskt stöd från föreningen Kvinnokultur. Inspelningstekniker och mixare var Curt-Åke Stefan. Skivnumret är MNW 74P.

## Låtlista

### Sida 1
1. Oh Carol (Sedaka–Greenfield–Giselsson–Vahlne, 2:15)
2. Sången om Ann-Marie (Norén, 4:33)
3. Diskoteksjakt (Giselsson–Norén, 3:49)
4. Kotten (trad./Szemenkár, 1:02)
5. Nya Songes (Norén, 3:03)
6. Det ska bli slut på rumban (Waldén–Ålander, 4:45)
7. Skärp dej, Ann-Marie (Norén, 2:03)
8. Fællesang (Kvinder i Danmark–Carlsson–Townsend, 1:42)

### Sida 2
1. La Lega (trad., 3:33)
2. Sången mot familjen (Eklund–Norén, 2:37)
3. Denna karl	(trad./Szemenkár, 3:54)
4. Kärlek (Sonnino–Norén, 4:30)
5. Vaggsång (Szemenkár, 1:00)
6. Sången om kvinnans otäcka roller (Norén–Röda bönor, 6:20)

## Medverkande musiker
- Charlotte Adlercreutz-Carlsson (sång, tvärflöjt, rytm)
- Mona Eklund (sång, piano, dragspel, synthesizer, trummor, rytm)
- Marianne Giselsson (sång, gitarr, trummor, rytm, tal)
- Annbritt Kronlund (sång, fiol, rytm, tal)
- Kjerstin Norén (sång, blockflöjt, gitarr, rytm, tal)
- Gunilla Szemenkár (sång, trummor, trumpet, rytm)
- Eva Vahlne (sång, trummor, rytm)
- Eva Westerberg (sång, gitarr, rytm)
- Kaya Ålander (sång, bas, gitarr, mandolin, trummor, rytm)

På 1:3 medverkar även Mats G. Bengtsson under pseudonymen Bengt Padda.